# Helius invariegatus
Helius invariegatus är en tvåvingeart som beskrevs av Alexander 1938. Helius invariegatus ingår i släktet Helius och familjen småharkrankar.
Artens utbredningsområde är Ecuador. Inga underarter finns listade i Catalogue of Life.